# ادوارد دونال توماس
ادوارد دونال توماس (انگلیسی: E. Donnall Thomas؛ ۱۵ مارس ۱۹۲۰ – ۲۰ اکتبر ۲۰۱۲) یک دانشمند در زمینه پزشکی اهل ایالات متحده آمریکا بود.
وی همچنین برنده جوایزی همچون جایزه نوبل فیزیولوژی و پزشکی شده است.